# Goodenia vilmoriniae
Goodenia vilmoriniae är en tvåhjärtbladig växtart som beskrevs av Ferdinand von Mueller. Goodenia vilmoriniae ingår i släktet Goodenia och familjen Goodeniaceae. Inga underarter finns listade i Catalogue of Life.